# 岩手県立葛巻高等学校
岩手県立葛巻高等学校（いわてけんりつ くずまきこうとうがっこう）は、岩手県岩手郡葛巻町に所在する公立の高等学校。

## 設置学科
- 普通科

## 特色

### 山村留学制度
生徒数の増加を目的に、2015年より「くずまき山村留学制度」と銘打った全国募集を実施している。2015年から2019年まで21名を受け入れ、2020年には16名が入学した。2021年には10名が入学。
当初はスクールバスで30分ほどの場所にあるくずまき高原牧場内のホテルを学生寮としていたが、留学生の増加に伴い、学校から徒歩10分ほどの場所に寄宿舎を設置した。

### 公営学習塾
葛巻町営の学習塾「葛巻町学習塾」が当校セミナーハウス内に設置されており、在校生は無料で受講できる。
　また、町内生•町外生のだれでも帰宅時の安全の確保をするため帰宅時のみのスクールバスが運行されている。土曜に関しては運行されていない。
　長期休業中に中学3年生に向けて町内の中学生や近隣の市町村からの体験入塾が実施されている。
。

## 沿革
- 1948年（昭和23年）4月1日 - 岩手県立沼宮内高等学校定時制葛巻分校として開校
- 1970年（昭和45年）4月1日 - 岩手県立葛巻高等学校開校

## アクセス
- ジェイアールバス東北平庭高原線「葛巻高校前」下車すぐ。